# Oscar al millor muntatge
L'Oscar al millor muntatge és un premi atorgat per l'Acadèmia de les Arts i les Ciències Cinematogràfiques, tots els anys des de 1934. El nom d'aquest premi s'ha canviat ocasionalment; el 2008, es llistava com l'Academy Award for Achievement in Film Editing.(Premi de l'Acadèmia per a l'assoliment en l'Edició Cinematogràfica). El New York Times va publicar un article de Mark Harris (2008) que parla del premi. Aquest Premi "Oscar" està íntímament lligat amb l'Oscar a la millor pel·lícula; la darrera vegada que la guanyadora a aquesta categoria no es va nominar per muntatge va ser el 1980. Harris destaca que aquesta correlació pot sorprendre el públic de cinema, que normalment ignora el paper del muntage (l'art invisible) en la realització d'una pel·lícula.

## Guanyadors i nominats
En les llistes que segueixen, el guanyador del premi es mostra en primer lloc i el segueixen els altres nominats. Cada any mostra el nom de la pel·lícula seguit pel nom del muntador. Seguint la pràctica de l'Acadèmia, les pel·lícules detallades en la llista estan classificades segons l'any de la seva nominació oficial a Los Angeles que sovint és l'any de la seva estrena. En els casos que la pel·lícula ha estat doblada al català s'opta per mostrar el títol en català seguida pel títol original entre parèntesis.

### Dècada de 1930
| Any  | Pel·lícula                   | Director/s                     |
| ---- | ---------------------------- | ------------------------------ |
| 1934 | Eskimo                       | Conrad A. Nervig               |
| 1934 | Cleopatra                    | Anne Bauchens                  |
| 1934 | One Night of Love            | Gene Milford                   |
| 1935 | A Midsummer Night's Dream    | Ralph Dawson                   |
| 1935 | David Copperfield            | Robert J. Kern                 |
| 1935 | El delator                   | George Hively                  |
| 1935 | Les Misérables               | Barbara McLean                 |
| 1935 | The Lives of a Bengal Lancer | Ellsworth Hoagland             |
| 1935 | Rebel·lió a bord             | Margaret Booth                 |
| 1936 | Anthony Adverse              | Ralph Dawson                   |
| 1936 | Come and Get It              | Edward Curtiss                 |
| 1936 | The Great Ziegfeld           | William S. Gray                |
| 1936 | Lloyd's of London            | Barbara McLean                 |
| 1936 | A Tale of Two Cities         | Conrad A. Nervig               |
| 1936 | Theodora Goes Wild           | Otto Meyer                     |
| 1937 | Horitzons perduts            | Gene Havlick, Gene Milford     |
| 1937 | La terrible veritat          | Al Clark                       |
| 1937 | Captains Courageous          | Elmo Vernon                    |
| 1937 | The Good Earth               | Basil Wrangell                 |
| 1937 | One Hundred Men and a Girl   | Bernard W. Burton              |
| 1938 | Les aventures de Robin Hood  | Ralph Dawson                   |
| 1938 | Alexander's Ragtime Band     | Barbara McLean                 |
| 1938 | The Great Waltz              | Tom Held                       |
| 1938 | Test Pilot                   | Tom Held                       |
| 1938 | No us l'endureu pas          | Gene Havlick                   |
| 1939 | Allò que el vent s'endugué   | Hal C. Kern, James E. Mewcom   |
| 1939 | Goodbye, Mr. Chips           | Charles Frend                  |
| 1939 | Mr. Smith Goes to Washington | Gene Havlick, Al Clark         |
| 1939 | The Rains Came               | Barbara McLean                 |
| 1939 | Stagecoach                   | Otho Lovering, Dorothy Spencer |

### Dècada de 1940
| Any  | Títol                              | Director/s                   |
| ---- | ---------------------------------- | ---------------------------- |
| 1940 | North West Mounted Police          | Anne Bauchens                |
| 1940 | El raïm de la ira                  | Robert E. Simpson            |
| 1940 | La carta                           | Warren Low                   |
| 1940 | El retorn a casa                   | Sherman Todd                 |
| 1940 | Rebecca                            | Hal C. Kern                  |
| 1941 | El sergent York                    | William Holmes               |
| 1941 | Ciutadà Kane                       | Robert Wise                  |
| 1941 | Dr. Jekyll and Mr. Hyde            | Harold F. Kress              |
| 1941 | Que verda era la meva vall         | James B. Clark               |
| 1941 | La lloba                           | Daniel Mandell               |
| 1942 | L'orgull dels ianquis              | Daniel Mandell               |
| 1942 | Mrs. Miniver                       | Harold F. Kress              |
| 1942 | The Talk of the Town               | Otto Meyer                   |
| 1942 | This Above All                     | Walter A. Thompson           |
| 1942 | Yankee Doodle Dandy                | George Amy                   |
| 1943 | Air Force                          | George Amy                   |
| 1943 | Casablanca                         | Owen Marks                   |
| 1943 | Five Graves to Cairo               | Doane Harrison               |
| 1943 | For Whom the Bell Tolls            | Sherman Todd, John Link      |
| 1943 | The Song of Bernadette             | Barbara McLean               |
| 1944 | Wilson                             | Barbara McLean               |
| 1944 | Going My Way                       | Leroy Stone                  |
| 1944 | Janie                              | Owen Marks                   |
| 1944 | Un cor en perill                   | Roland Gross                 |
| 1944 | Since You Went Away                | Hal C. Kern, James E. Newcom |
| 1945 | El foc de la joventut              | Robert J. Kern               |
| 1945 | The Bells of St. Mary's            | Harry Marker                 |
| 1945 | Dies perduts                       | Doane Harrison               |
| 1945 | Objectiu Birmània                  | George Amy                   |
| 1945 | A Song to Remember                 | Charles Nelson               |
| 1946 | Els millors anys de la nostra vida | Daniel Mandell               |
| 1946 | Que bonic que és viure             | William Hornbeck             |
| 1946 | The Jolson Story                   | William A. Lyon              |
| 1946 | The Killers                        | Arthur Hilton                |
| 1946 | El despertar                       | Harold Kress                 |
| 1947 | Cos i ànima                        | Francis Lyon, Robert Parrish |
| 1947 | The Bishop's Wife                  | Monica Collingwood           |
| 1947 | Gentleman's Agreement              | Harmon Jones                 |
| 1947 | Green Dolphin Street               | George White                 |
| 1947 | Llarga és la nit                   | Fergus McDonnell             |
| 1948 | The Naked City                     | Paul Weatherwax              |
| 1948 | Joan of Arc                        | Frank Sullivan               |
| 1948 | Johnny Belinda                     | David Weisbart               |
| 1948 | Riu Vermell                        | Christian Nyby               |
| 1948 | Les sabatilles vermelles           | Reginald Mills               |
| 1949 | Champion                           | Harry Gerstad                |
| 1949 | All the King's Men                 | Robert Parrish, Al Clark     |
| 1949 | Battleground                       | John Dunning                 |
| 1949 | Sands of Iwo Jima                  | Richard L. Van Enger         |
| 1949 | The Window                         | Frederic Knudtson            |

### Dècada de 1950
| Any  | Pel·lícula                       | Director/s                                         |
| ---- | -------------------------------- | -------------------------------------------------- |
| 1950 | Les mines del rei Salomó         | Ralph E. Winters, Conrad A. Nervig                 |
| 1950 | Tot sobre Eva                    | Barbara McLean                                     |
| 1950 | Annie Get Your Gun               | James E. Newcom                                    |
| 1950 | Sunset Boulevard                 | Arthur Schmidt, Doane Harrison                     |
| 1950 | El tercer home                   | Oswald Hafenrichter                                |
| 1951 | A Place in the Sun               | William Hornbeck                                   |
| 1951 | Un americà a París               | Adrienne Fazan                                     |
| 1951 | Decision Before Dawn             | Johnny Green, Dorothy Spencer                      |
| 1951 | Quo Vadis                        | Ralph E. Winters                                   |
| 1951 | The Well                         | Chester Schaeffer                                  |
| 1952 | Sol davant el perill             | Elmo Williams, Harry Gerstad                       |
| 1952 | Come Back, Little Sheba          | Warren Low                                         |
| 1952 | Flat Top                         | William Austin                                     |
| 1952 | L'espectacle més gran del món    | Anne Bauchens                                      |
| 1952 | Moulin Rouge                     | Ralph Kemplen                                      |
| 1953 | D'aquí a l'eternitat             | William A. Lyon                                    |
| 1953 | Crazylegs                        | Irvine "Cotton" Warburton                          |
| 1953 | The Moon Is Blue                 | Otto Ludwig                                        |
| 1953 | Vacances a Roma                  | Robert Swink                                       |
| 1953 | La guerra dels mons              | Everett Douglas                                    |
| 1954 | La llei del silenci              | Gene Milford                                       |
| 1954 | El motí del Caine                | Willam A. Lyon                                     |
| 1954 | The High and the Mighty          | Ralph Dawson                                       |
| 1954 | Set núvies per a set germans     | Ralph E. Winters                                   |
| 1954 | 20,000 Leagues Under the Sea     | Elmo Williams                                      |
| 1955 | Pícnic                           | Charles Nelson, William A. Lyon                    |
| 1955 | La jungla de les pissarres       | Ferris Webster                                     |
| 1955 | The Bridges at Toko-Ri           | Alma Macrorie                                      |
| 1955 | Oklahoma                         | Gene Ruggiero, George Boemler                      |
| 1955 | The Rose Tattoo                  | Warren Low                                         |
| 1956 | La volta al món en vuitanta dies | Gene Ruggiero, Paul Weatherwax                     |
| 1956 | The Brave One                    | Merrill G. White                                   |
| 1956 | Gegant                           | William Hornbeck, Philip W. Anderson, Fred Bohanan |
| 1956 | Somebody Up There Likes Me       | Albert Akst                                        |
| 1956 | Els Deu Manaments                | Anne Bauchens                                      |
| 1957 | El pont del riu Kwai             | Peter Taylor                                       |
| 1957 | Duel de titans                   | Warren Low                                         |
| 1957 | Pal Joey                         | Viola Lawrence, Jerome Thoms                       |
| 1957 | Sayonara                         | Arthur P. Schmidt, Philip W. Anderson              |
| 1957 | Testimoni de càrrec              | Daniel Mandell                                     |
| 1958 | Gigí                             | Adrienne Fazan                                     |
| 1958 | La tia Mame                      | William Ziegler                                    |
| 1958 | Cowboy                           | William A. Lyon, Al Clark                          |
| 1958 | Fugitius                         | Frederic Knudtson                                  |
| 1958 | Vull viure                       | William Hornbeck                                   |
| 1959 | Ben Hur                          | Ralph E. Winters, John D. Dunning                  |
| 1959 | Anatomia d'un assassinat         | Louis R. Loeffler                                  |
| 1959 | Perseguit per la mort            | George Tomasini                                    |
| 1959 | Història d'una monja             | Walter Thompson                                    |
| 1959 | L'hora final                     | Frederic Knudtson                                  |

### Dècada de 1960
| Any  | Pel·lícula                     | Director/s                                                       |
| ---- | ------------------------------ | ---------------------------------------------------------------- |
| 1960 | L'apartament                   | Daniel Mandell                                                   |
| 1960 | El Álamo                       | Stuart Gilmore                                                   |
| 1960 | L'herència del vent            | Frederic Knudtson                                                |
| 1960 | Pepe                           | Viola Lawrence, Al Clark                                         |
| 1960 | Espàrtac                       | Robert Lawrence                                                  |
| 1961 | West Side Story                | Thomas Stanford                                                  |
| 1961 | Fanny                          | William H. Reynolds                                              |
| 1961 | Els canons de Navarone         | Alan Osbiston                                                    |
| 1961 | Els judicis de Nuremberg       | Frederic Knudtson                                                |
| 1961 | The Parent Trap                | Philip W. Anderson                                               |
| 1962 | Lawrence d'Aràbia              | Anne V. Coates                                                   |
| 1962 | The Longest Day                | Samuel E. Beetley                                                |
| 1962 | El missatger de la por         | Ferris Webster                                                   |
| 1962 | The Music Man                  | William Ziegler                                                  |
| 1962 | Motí a la Bounty               | John McSweeney, Jr.                                              |
| 1963 | La conquesta de l'Oest         | Harold F. Kress                                                  |
| 1963 | El cardenal                    | Louis R. Loeffler                                                |
| 1963 | Cleòpatra                      | Dorothy Spencer                                                  |
| 1963 | La gran evasió                 | Ferris Webster                                                   |
| 1963 | El món és boig, boig, boig     | Frederic Knudtson, Robert C. Jones, Gene Fowler Jr.              |
| 1964 | Mary Poppins                   | Cotton Warburton                                                 |
| 1964 | Becket                         | Anne V. Coates                                                   |
| 1964 | Father Goose                   | Ted J. Kent                                                      |
| 1964 | Hush… Hush, Sweet Charlotte    | Michael Luciano                                                  |
| 1964 | My Fair Lady                   | William Ziegler                                                  |
| 1965 | Somriures i llàgrimes          | William H. Reynolds                                              |
| 1965 | Cat Ballou                     | Charles Nelson                                                   |
| 1965 | Doctor Jivago                  | Norman Savage                                                    |
| 1965 | El vol del fènix               | Michael Luciano                                                  |
| 1965 | La gran cursa                  | Ralph E. Winters                                                 |
| 1966 | Grand Prix                     | Frederic Steinkamp, Henry Berman, Stewart Linder, Frank Santillo |
| 1966 | Fantastic Voyage               | William B. Murphy                                                |
| 1966 | Que vénen els russos!          | Hal Ashby, J. Terry Williams                                     |
| 1966 | El Iang-tsé en flames          | William H. Reynolds                                              |
| 1966 | Qui té por de Virginia Woolf?  | Sam O'Steen                                                      |
| 1967 | En la calor de la nit          | Hal Ashby                                                        |
| 1967 | Beach Red                      | Frank P. Keller                                                  |
| 1967 | Els dotze del patíbul          | Michael Luciano                                                  |
| 1967 | Doctor Dolittle                | Samuel E. Beetly, Marjorie Fowler                                |
| 1967 | Endevina qui ve a sopar        | Robert C. Jones                                                  |
| 1968 | Bullitt                        | Frank P. Keller                                                  |
| 1968 | Funny Girl                     | Robert Swink, Maury Winetrobe, William Sands                     |
| 1968 | L'estranya parella             | Frank Bracht                                                     |
| 1968 | Oliver!                        | Ralph Kemplen                                                    |
| 1968 | Wild in the Streets            | Fred Feitshans, Eve Newman                                       |
| 1969 | Z                              | Françoise Bonnot                                                 |
| 1969 | Hello, Dolly!                  | William H. Reynolds                                              |
| 1969 | Cowboy de mitjanit             | Hugh A. Robertson                                                |
| 1969 | El secret de Santa Vittoria    | William Lyon, Earle Herdan                                       |
| 1969 | They Shoot Horses, Don't They? | Frederic Steinkamp                                               |

### Dècada de 1970
| Any  | Pel·lícula                           | Director/s                                                       |
| ---- | ------------------------------------ | ---------------------------------------------------------------- |
| 1970 | Patton                               | Hugh S. Fowler                                                   |
| 1970 | Airport                              | Stuart Gilmore                                                   |
| 1970 | M*A*S*H                              | Danford B. Greene                                                |
| 1970 | Tora! Tora! Tora!                    | James E. Newcom, Pembroke J. Herring, Inoue Chikaya              |
| 1970 | Woodstock                            | Thelma Schoonmaker                                               |
| 1971 | French Connection                    | Gerald B. Greenberg                                              |
| 1971 | The Andromeda Strain                 | Stuart Gilmore, John W. Holmes                                   |
| 1971 | A Clockwork Orange                   | Bill Butler                                                      |
| 1971 | Kotch                                | Ralph E. Winters                                                 |
| 1971 | Estiu del 42                         | Folmar Blangsted                                                 |
| 1972 | Cabaret                              | David Bretherton                                                 |
| 1972 | Deliverance                          | Tom Priestly                                                     |
| 1972 | El Padrí                             | William H. Reynolds, Peter Zinner                                |
| 1972 | Un diamant molt calent               | Frank P. Keller, Fred W. Berger                                  |
| 1972 | L'aventura del Posidó                | Harold F. Kress                                                  |
| 1973 | El cop                               | William H. Reynolds                                              |
| 1973 | American Graffiti                    | Verna Fields, Marcia Lucas                                       |
| 1973 | Xacal                                | Ralph Kemplen                                                    |
| 1973 | L'exorcista                          | Jordan Leondopoulos, Bud Smith, Evan Lottman, Norman Gay         |
| 1973 | Jonathan Livingston Seagull          | Frank P. Keller, James Galloway                                  |
| 1974 | El colós en flames                   | Harold F. Kress, Carl Kress                                      |
| 1974 | Selles de muntar calentes            | John C. Howard, Danford Greene                                   |
| 1974 | Chinatown                            | Sam O'Steen                                                      |
| 1974 | Terratrèmol                          | Dorothy Spencer                                                  |
| 1974 | The Longest Yard                     | Michael Luciano                                                  |
| 1975 | Jaws                                 | Verna Fields                                                     |
| 1975 | Tarda negra                          | Dede Allen                                                       |
| 1975 | L'home que volia ser rei             | Russell Lloyd                                                    |
| 1975 | Algú va volar sobre el niu del cucut | Richard Chew, Lynzee Klingman, Sheldon Kahn                      |
| 1975 | Els tres dies del Còndor             | Frederic Steinkamp, Don Guidice                                  |
| 1976 | Rocky                                | Richard Halsey, Scott Conrad                                     |
| 1976 | Tots els homes del president         | Robert L. Wolfe                                                  |
| 1976 | Camí a la glòria                     | Robert C. Jones, Pembroke J. Herring                             |
| 1976 | Network                              | Alan Heim                                                        |
| 1976 | Two-Minute Warning                   | Eve Newman, Walter Hannemann                                     |
| 1977 | La guerra de les galàxies            | Paul Hirsch, Marcia Lucas, Richard Chew                          |
| 1977 | Encontres a la tercera fase          | Michael Kahn                                                     |
| 1977 | Julia                                | Walter Murch, Marcel Durham                                      |
| 1977 | Smokey and the Bandit                | Walter Hannemann, Angelo Ross                                    |
| 1977 | The Turning Point                    | William H. Reynolds                                              |
| 1978 | El caçador                           | Peter Zinner                                                     |
| 1978 | Els nens del Brasil                  | Robert E. Swink                                                  |
| 1978 | Tornar a casa                        | Don Zimmerman                                                    |
| 1978 | L'Exprés de Mitjanit                 | Gerry Hambling                                                   |
| 1978 | Superman                             | Stuart Baird                                                     |
| 1979 | Comença l'espectacle                 | Alan Heim                                                        |
| 1979 | Apocalypse Now                       | Richard Marks, Walter Murch, Gerald B. Greenberg, Lisa Fruchtman |
| 1979 | El cavall negre                      | Robert Dalva                                                     |
| 1979 | Kramer contra Kramer                 | Gerald B. Greenberg                                              |
| 1979 | The Rose                             | Robert L. Wolfe, C. Timothy O'Meara                              |

### Dècada de 1980
| Any  | Pel·lícula                      | Director/s                                                               |
| ---- | ------------------------------- | ------------------------------------------------------------------------ |
| 1980 | Toro salvatge                   | Thelma Schoonmaker                                                       |
| 1980 | Coal Miner's Daughter           | Arthur Schmidt                                                           |
| 1980 | The Competition                 | David Blewitt                                                            |
| 1980 | L'home elefant                  | Anne V. Coates                                                           |
| 1980 | Fama                            | Gerry Hambling                                                           |
| 1981 | A la recerca de l'arca perduda  | Michael Kahn                                                             |
| 1981 | Carros de foc                   | Terry Rawlings                                                           |
| 1981 | La dona del tinent francès      | John Bloom                                                               |
| 1981 | On Golden Pond                  | Robert L. Wolfe                                                          |
| 1981 | Rojos                           | Dede Allen, Craig McKay                                                  |
| 1982 | Gandhi                          | John Bloom                                                               |
| 1982 | El submarí                      | Hannes Nikel                                                             |
| 1982 | ET, l'extraterrestre            | Carol Littleton                                                          |
| 1982 | Oficial i cavaller              | Peter Zinner                                                             |
| 1982 | Tootsie                         | Frederic Steinkamp, William Steinkamp                                    |
| 1983 | Escollits per a la glòria       | Glenn Farr, Lisa Fruchtman, Stephen A. Rotter, Douglas Steward, Tom Rolf |
| 1983 | El tro blau                     | Frank Morriss, Edward Abroms                                             |
| 1983 | Flashdance                      | Bud Smith, Walt Mulconery                                                |
| 1983 | Silkwood                        | Sam O'Steen                                                              |
| 1983 | La força de la tendresa         | Richard Marks                                                            |
| 1984 | Els crits del silenci           | Jim Clark                                                                |
| 1984 | Amadeus                         | Nena Danevic, Michael Chandler                                           |
| 1984 | The Cotton Club                 | Barry Malkin, Robert O. Lovett                                           |
| 1984 | Passatge a l'Índia              | David Lean                                                               |
| 1984 | Darrere el cor verd             | Donn Cambern, Frank Morriss                                              |
| 1985 | L'únic testimoni                | Thom Noble                                                               |
| 1985 | Chorus Line                     | John Bloom                                                               |
| 1985 | Out of Africa                   | Frederic Steinkamp, William Steinkamp, Pembroke Herring, Sheldon Kahn    |
| 1985 | L'honor dels Prizzi             | Rudi Fehr, Kaja Fehr                                                     |
| 1985 | El tren de l'infern             | Henry Richardson                                                         |
| 1986 | Platoon                         | Claire Simpson                                                           |
| 1986 | Aliens                          | Ray Lovejoy                                                              |
| 1986 | Hannah i les seves germanes     | Susan E. Morse                                                           |
| 1986 | La missió                       | Jim Clark                                                                |
| 1986 | Top Gun                         | Billy Weber, Chris Lebenzon                                              |
| 1987 | L'últim emperador               | Gabriella Cristiani                                                      |
| 1987 | Broadcast News                  | Richard Marks                                                            |
| 1987 | L'imperi del Sol                | Michael Kahn                                                             |
| 1987 | Atracció fatal                  | Michael Kahn, Peter E. Berger                                            |
| 1987 | RoboCop                         | Frank J. Urioste                                                         |
| 1988 | Qui ha enredat en Roger Rabbit? | Arthur Schmidt                                                           |
| 1988 | Die Hard                        | Frank J. Urioste, John F. Link                                           |
| 1988 | Goril·les en la boira           | Stuart Baird                                                             |
| 1988 | Crema Mississippi               | Gerry Hambling                                                           |
| 1988 | Rain Man                        | Stu Linder                                                               |
| 1989 | Born on the Fourth of July      | David Brenner, Joe Hutshing                                              |
| 1989 | Tot passejant Miss Daisy        | Mark Warner                                                              |
| 1989 | Els fabulosos Baker Boys        | William Steinkamp                                                        |
| 1989 | Temps de glòria                 | Steven Rosenblum                                                         |
| 1989 | L'ós                            | Noëlle Boisson                                                           |

### Dècada de 1990
| 1990 | Ballant amb llops         | Neil Travis                                                           |
| 1990 | Ghost                     | Walter Murch                                                          |
| 1990 | El Padrí III              | Barry Malkin, Lisa Fruchtman, Walter Murch                            |
| 1990 | Un dels nostres           | Thelma Schoonmaker                                                    |
| 1990 | La caça de l'Octubre Roig | Dennis Virkler, John Wright                                           |
| 1991 | JFK                       | Joe Hutshing, Pietro Scalia                                           |
| 1991 | The Commitments           | Gerry Hambling                                                        |
| 1991 | El silenci dels anyells   | Craig McKay                                                           |
| 1991 | Terminator 2              | Conrad Buff, Mark Goldblatt, Richard A. Harris                        |
| 1991 | Thelma i Louise           | Thom Noble                                                            |
| 1992 | Sense perdó               | Joel Cox                                                              |
| 1992 | Instint bàsic             | Frank J. Urioste                                                      |
| 1992 | Joc de llàgrimes          | Kant Pan                                                              |
| 1992 | Alguns homes bons         | Robert Leighton                                                       |
| 1992 | El joc de Hollywood       | Geraldine Peroni                                                      |
| 1993 | La llista de Schindler    | Michael Kahn                                                          |
| 1993 | El fugitiu                | Dennis Virkler, David Finfer, Dean Goodhill, Richard Nord, Dov Hoenig |
| 1993 | En la línia de foc        | Anne V. Coates                                                        |
| 1993 | En el nom del pare        | Gerry Hambling                                                        |
| 1993 | El piano                  | Veronika Jenet                                                        |
| 1994 | Forrest Gump              | Arthur Schmidt                                                        |
| 1994 | Hoop Dreams               | Frederick Marx, Steve James, William Haugse                           |
| 1994 | Pulp Fiction              | Sally Menke                                                           |
| 1994 | Cadena perpètua           | Richard Francis-Bruce                                                 |
| 1994 | Speed                     | John Wright                                                           |
| 1995 | Apol·lo 13                | Mike Hill, Daniel P. Hanley                                           |
| 1995 | Babe, el porquet valent   | Marcus D'Arcy, Jay Friedkin                                           |
| 1995 | Braveheart                | Steven Rosenblum                                                      |
| 1995 | Marea roja                | Chris Lebenzon                                                        |
| 1995 | Seven                     | Richard Francis-Bruce                                                 |
| 1996 | El pacient anglès         | Walter Murch                                                          |
| 1996 | Evita                     | Gerry Hambling                                                        |
| 1996 | Fargo                     | Ethan Coen, Joel Coen                                                 |
| 1996 | Jerry Maguire             | Joe Hutshing                                                          |
| 1996 | Shine                     | Pip Karmel                                                            |
| 1997 | Titanic                   | Conrad Buff, James Cameron, Richard A. Harris                         |
| 1997 | Air Force One             | Richard Francis-Bruce                                                 |
| 1997 | Millor, impossible        | Richard Marks                                                         |
| 1997 | Good Will Hunting         | Pietro Scalia                                                         |
| 1997 | L.A. Confidential         | Peter Honess                                                          |
| 1998 | Salvem el soldat Ryan     | Michael Kahn                                                          |
| 1998 | Un embolic molt perillós  | Anne V. Coates                                                        |
| 1998 | Shakespeare in Love       | David Gamble                                                          |
| 1998 | The Thin Red Line         | Billy Weber, Leslie Jones, Saar Klein                                 |
| 1998 | La vida és bella          | Simona Paggi                                                          |
| Amb la implantació del sistema digital de muntatge, el nom del premi es va canviar a millor muntatge (Best Film Editing). |                           |                                                                       |
| 1999 | Matrix                    | Zach Staenberg                                                        |
| 1999 | American Beauty           | Tariq Anwar                                                           |
| 1999 | The Cider House Rules     | Lisa Zeno Churgin                                                     |
| 1999 | El dilema                 | William Goldenberg, Paul Rubell, David Rosenbloom                     |
| 1999 | The Sixth Sense           | Andrew Mondshein                                                      |

### Dècada de 2000
| Any  | Pel·lícula                                      | Director/s                                     |
| ---- | ----------------------------------------------- | ---------------------------------------------- |
| 2000 | Traffic                                         | Stephen Mirrione                               |
| 2000 | Gairebé famosos                                 | Joe Hutshing, Saar Klein                       |
| 2000 | Gladiator                                       | Pietro Scalia                                  |
| 2000 | Tigre i drac                                    | Tim Squyres                                    |
| 2000 | Joves prodigiosos                               | Dede Allen                                     |
| 2001 | Black Hawk abatut                               | Pietro Scalia                                  |
| 2001 | El Senyor dels Anells: La Germandat de l'Anell  | John Gilbert                                   |
| 2001 | Una ment meravellosa                            | Mike Hill, Daniel P. Hanley                    |
| 2001 | Memento                                         | Dody Dorn                                      |
| 2001 | Moulin Rouge!                                   | Jill Bilcock                                   |
| 2002 | Chicago                                         | Martin Walsh                                   |
| 2002 | Gangs of New York                               | Thelma Schoonmaker                             |
| 2002 | Les hores                                       | Peter Boyle                                    |
| 2002 | El Senyor dels Anells: Les dues torres          | Michael J. Horton                              |
| 2002 | El pianista                                     | Hervé de Luze                                  |
| 2003 | El Senyor dels Anells: El retorn del rei        | Jamie Selkirk                                  |
| 2003 | Cidade de Deus                                  | Daniel Rezende                                 |
| 2003 | Cold Mountain                                   | Walter Murch                                   |
| 2003 | Master and Commander: The Far Side of the World | Lee Smith                                      |
| 2003 | Seabiscuit                                      | William Goldenberg                             |
| 2004 | L'aviador                                       | Thelma Schoonmaker                             |
| 2004 | Collateral                                      | Jim Miller, Paul Rubell                        |
| 2004 | Descobrir el País de Mai Més                    | Matt Chesse                                    |
| 2004 | Million Dollar Baby                             | Joel Cox                                       |
| 2004 | Ray                                             | Paul Hirsch                                    |
| 2005 | Crash                                           | Hughes Winborne                                |
| 2005 | Cinderella Man                                  | Mike Hill, Daniel P. Hanley                    |
| 2005 | The Constant Gardener                           | Claire Simpson                                 |
| 2005 | Munich                                          | Michael Kahn                                   |
| 2005 | A la corda fluixa                               | Michael McCusker                               |
| 2006 | Infiltrats                                      | Thelma Schoonmaker                             |
| 2006 | Babel                                           | Douglas Crise, Stephen Mirrione                |
| 2006 | Diamant de sang                                 | Steven Rosenblum                               |
| 2006 | Children of Men                                 | Alfonso Cuarón, Alex Rodríguez                 |
| 2006 | United 93                                       | Clare Douglas, Rick Pearson, Christopher Rouse |
| 2007 | L'ultimàtum de Bourne                           | Christopher Rouse                              |
| 2007 | L'escafandre i la papallona                     | Juliette Welfling                              |
| 2007 | Enmig de la Natura                              | Jay Cassidy                                    |
| 2007 | No Country for Old Men                          | Roderick Jaynes                                |
| 2007 | Pous d'ambició                                  | Dylan Tichenor                                 |
| 2008 | Slumdog Millionaire                             | Chris Dickens                                  |
| 2008 | El curiós cas de Benjamin Button                | Kirk Baxter, Angus Wall                        |
| 2008 | El cavaller fosc                                | Lee Smith                                      |
| 2008 | Frost/Nixon                                     | Mike Hill, Dan Hanley                          |
| 2008 | Em dic Harvey Milk                              | Elliot Graham                                  |
| 2009 | En terra hostil                                 | Chris Innis, Bob Murawski                      |
| 2009 | Avatar                                          | James Cameron, John Refoua, Stephen E. Rivkin  |
| 2009 | Districte 9                                     | Julian Clarke                                  |
| 2009 | Maleïts malparits                               | Sally Menke                                    |
| 2009 | Precious                                        | Joe Klotz                                      |

### Dècada de 2010
| Any  | Pel·lícula                                       | Director/s                                      |
| ---- | ------------------------------------------------ | ----------------------------------------------- |
| 2010 | La xarxa social                                  | Angus Wall, Kirk Baxter                         |
| 2010 | Black Swan                                       | Andrew Weisblum                                 |
| 2010 | 127 Hours                                        | Jon Harris                                      |
| 2010 | The Fighter                                      | Pamela Martin                                   |
| 2010 | El discurs del rei                               | Tariq Anwar                                     |
| 2011 | Millennium: Els homes que no estimaven les dones | Angus Wall, Kirk Baxter                         |
| 2011 | The Artist                                       | Anne-Sophie Bion, Michel Hazanavicius           |
| 2011 | The Descendants                                  | Kevin Tent                                      |
| 2011 | Hugo                                             | Thelma Schoonmaker                              |
| 2011 | Moneyball                                        | Christopher Tellefsen                           |
| 2012 | Argo                                             | William Goldenberg                              |
| 2012 | La vida de Pi                                    | Tim Squyres                                     |
| 2012 | Lincoln                                          | Michael Kahn                                    |
| 2012 | La part positiva de les coses                    | Jay Cassidy, Crispin Struthers                  |
| 2012 | Zero Dark Thirty                                 | Dylan Tichenor, William Goldenberg              |
| 2013 | Gravity                                          | Alfonso Cuarón, Mark Sanger                     |
| 2013 | 12 anys d'esclavitud                             | Joe Walker                                      |
| 2013 | American Hustle                                  | Jay Cassidy, Crispin Struthers, Alan Baumgarten |
| 2013 | Capità Phillips                                  | Christopher Rouse                               |
| 2013 | Dallas Buyers Club                               | John Mac McMurphy, Martin Pensa                 |
| 2014 | Whiplash                                         | Tom Cross                                       |
| 2014 | American Sniper                                  | Joel Cox, Gary D. Roach                         |
| 2014 | Boyhood                                          | Sandra Adair                                    |
| 2014 | The Grand Budapest Hotel                         | Barney Pilling                                  |
| 2014 | The Imitation Game                               | William Goldenberg                              |
| 2015 | Mad Max: fúria a la carretera                    | Margaret Sixel                                  |
| 2015 | The Big Short                                    | Hank Corwin                                     |
| 2015 | The Revenant                                     | Stephen Mirrione                                |
| 2015 | Spotlight                                        | Tom McArdle                                     |
| 2015 | Star Wars episodi VII: El despertar de la força  | Maryann Brandon, Mary Jo Markey                 |
| 2016 | Hacksaw Ridge                                    | John Gilbert                                    |
| 2016 | Arrival                                          | Joe Walker                                      |
| 2016 | Comancheria                                      | Jake Roberts                                    |
| 2016 | La La Land                                       | Tom Cross                                       |
| 2016 | Moonlight                                        | Nat Sanders, Joi McMillon                       |
| 2017 | Dunkirk                                          | Lee Smith                                       |
| 2017 | Baby Driver                                      | Paul Machliss, Jonathan Amos                    |
| 2017 | I, Tonya                                         | Tatiana S. Riegel                               |
| 2017 | The Shape of Water                               | Sidney Wolinsky                                 |
| 2017 | Three Billboards Outside Ebbing, Missouri        | Jon Gregory                                     |
| 2018 | Bohemian Rhapsody                                | John Ottman                                     |
| 2018 | BlacKkKlansman                                   | Barry Alexander Brown                           |
| 2018 | The Favourite                                    | Yorgos Mavropsaridis                            |
| 2018 | Green Book                                       | Patrick J. Don Vito                             |
| 2018 | Vice                                             | Hank Corwin                                     |
| 2019 | Ford v Ferrari                                   | Michael McCusker i Andrew Buckland              |
| 2019 | The Irishman                                     | Thelma Schoonmaker                              |
| 2019 | Jojo Rabbit                                      | Tom Eagles                                      |
| 2019 | Joker                                            | Jeff Groth                                      |
| 2019 | Paràsits                                         | Yang Jin-mo                                     |

### Dècada de 2020
| Any  | Pel·lícula                  | Director/s                      |
| ---- | --------------------------- | ------------------------------- |
| 2020 | Sound of Metal              | Mikkel E.G. Nielsen             |
| 2020 | Nomadland                   | Chloé Zhao                      |
| 2020 | El pare                     | Yorgos Lamprinos                |
| 2020 | Promising Young Woman       | Frédéric Thoraval               |
| 2020 | The Trial of the Chicago 7  | Alan Baumgarten                 |
| 2021 | Dune                        | Joe Walker                      |
| 2021 | Don't Look Up               | Hank Corwin                     |
| 2021 | King Richard                | Pamela Martin                   |
| 2021 | The Power of the Dog        | Peter Sciberras                 |
| 2021 | Tick, Tick... Boom!         | Myron Kerstein, Andrew Weisblum |
| 2022 | Tot a la vegada a tot arreu | Paul Rogers                     |
| 2022 | The Banshees of Inisherin   | Mikkel E. G. Nielsen            |
| 2022 | Elvis                       | Matt Villa, Jonathan Redmond    |
| 2022 | Tár                         | Monika Willi                    |
| 2022 | Top Gun: Maverick           | Eddie Hamilton                  |
| 2023 | Oppenheimer                 | Jennifer Lame                   |
| 2023 | Anatomia d'una caiguda      | Laurent Sénéchal                |
| 2023 | The Holdovers               | Kevin Tent                      |
| 2023 | Killers of the Flower Moon  | Thelma Schoonmaker              |
| 2023 | Poor Things                 | Yorgos Mavropsaridis            |

## Superlatius
| Categoria                               | Superlatiu    | Nom                | Any  | Detalls                   |
| --------------------------------------- | ------------- | ------------------ | ---- | ------------------------- |
| Més premis                              | 3 guardons    | Michael Kahn       | 1998 | Guardons de 8 nominacions |
| Més premis                              | 3 guardons    | Thelma Schoonmaker | 2006 | Guardons de 8 nominacions |
| Més premis                              | 3 guardons    | Daniel Mandell     | 1960 | Guardons de 5 nominacions |
| Més premis                              | 3 guardons    | Ralph Dawson       | 1938 | Guardons de 4 nominacions |
| Més nominacions                         | 8 nominacions | Michael Kahn       | 2012 | 3 guardons                |
| Més nominacions                         | 8 nominacions | Thelma Schoonmaker | 2019 | 3 guardons                |
| Més nominacions sense guanyar cap premi | 6 nominacions | Gerry Hambling     | 1996 |                           |
| Més nominacions sense guanyar cap premi | 6 nominacions | Frederic Knudtson  | 1963 |                           |